# Filip Bolluyt
Filip Bolluyt, né le 16 décembre 1953 à Bréda,, est un acteur et doubleur néerlandais.

## Filmographie[3]

### Cinéma et téléfilms
- 1977 : Tijdschrift : Paul
- 1980 : Antigone : Haemon
- 1981 : Lucifer : Le lucifériste
- 1983 : Mensen zoals jij en ik (nl) : Frits
- 1983 : Le Quatrième Homme : Le surfeur
- 1985 : Zeg 'ns Aaa (nl) : Peter
- 1986 : In de schaduw van de overwinning (nl) : Paul, le résistant
- 1986 : L'Assaut : L'étudiant
- 1986-1987 : Dossier Verhulst (nl) : Ab van Hamel
- 1988 : Medisch Centrum West (nl) : Alex Femer
- 1989 : Trouble in Paradise : Le membre du parti
- 1989 : Vreemde praktijken (nl) : Pieter Paul Bolsenbroek
- 1990 : Spijkerhoek (nl) : Vincent Ruis
- 1990-1995 : 12 steden, 13 ongelukken (nl) : Deux rôles (Tom et Jack Neerop)
- 1991 : De Dageraad (nl) : Hans Hoogstra
- 1991-1997 : Goede tijden, slechte tijden : Deux rôles (Lex Zandstra et Tony van Grimbergen)
- 1992 : Ha, die Pa! (nl) : Van Doorn
- 1992 : Sjans : Gerard
- 1993 : Niemand de deur uit (nl) : Otto Boldewijn
- 1994 : Oppassen!!! (nl) : Monsieur Wemeldink
- 1994 : Toen was geluk heel gewoon (nl) : Albert van Leeuwen
- 1994 : De Sylvia Millecam Show (nl) : Rudy de Beer
- 1994 : De Legende van de Bokkerijders (nl) : Van Gaal
- 1995 : In voor- en tegenspoed (nl) : Le voisin
- 1996 : Baantjer : Paul Ottevanger
- 1996 : Mortinho por Chegar a Casa (nl) : Le prêtre
- 1997 : Fort Alpha (nl) : Ed Ouwehand
- 1997 : Duidelijke taal! : Bert Verdonk
- 1998 : Flodder (nl) : Le résident du quartier
- 1998 : Het Zonnetje in Huis (nl) : Nick
- 1998-1999 : Kees & Co. (nl) : Harry
- 1998-2000 : Goudkust (nl) : Henri van Cloppenburg
- 2001 : Schiet mij maar lek (nl) : Le chef du groupe de tempête
- 2001 : Russen (nl) : Willy de Haan
- 2001 : Emergency Exit : Le père
- 2002 : De enclave : Le père de Sanne
- 2002 : Westenwind (nl) : Ruud Kamphuis
- 2002 : Intensive Care (nl) : Rob
- 2002 : Hartslag : Le père de Belliot
- 2002-2003 : Onderweg naar Morgen : Deux rôles (Wouter Lansink et Eduard Couwenberg)
- 2004 : Deining (nl) : Vincent
- 2004 : BlinQ (nl) : Monsieur Q
- 2006-2007 : Lotte (nl) : Robert Maesland
- 2007 : Spoorloos verdwenen (nl) : Jacob Hager
- 2007 : Spetter! en het Romanov Raadsel : Le maire
- 2007-2009 : SpangaS : Frederik van Haagendoorn
- 2008 : Anubis en het pad der 7 zonden (nl) : L'homme de pierre
- 2008-2019 : Flikken Maastricht : Deux rôles (Alexander van Gulliken et Pierre van Brunsen)
- 2009 : Shouf Shouf! (nl) : Le commissaire
- 2009 : Iliriana: Just When You Think It's Over, It Begins : Gebriel
- 2009-2010 : 2012, het jaar nul (nl) : Jan Mulder
- 2010-2011 : New Kids Turbo : Le commissaire en chef
- 2012 : VRijland (nl) : L'adjoint
- 2013 : Het Imperium : Bart Vreeman
- 2013 : Levenslied (nl) : Bernard Thomese
- 2013 : De prooi (nl) : Le juge
- 2014 : Force (nl) : Wannes Faassen